# Giro di Calabria 1995
Il Giro di Calabria 1995, sesta edizione della corsa, si svolse dal 26 al 28 marzo 1995 su un percorso totale di 546,4 km, ripartiti su 3 tappe. La vittoria fu appannaggio dell'italiano Stefano Colagè, che completò il percorso in 14h43'11", precedendo i connazionali Francesco Casagrande e Davide Cassani.

## Tappe
| Tappa  | Data     | Percorso                    | km    | Vincitore di tappa   | Leader cl. generale  |
| ------ | -------- | --------------------------- | ----- | -------------------- | -------------------- |
| 1ª     | 26 marzo | Rosarno > Rende             | 167   | Francesco Casagrande | Francesco Casagrande |
| 2ª     | 27 marzo | Rende > Lamezia Terme       | 197   | Fabiano Fontanelli   | ?                    |
| 3ª     | 28 marzo | Lamezia Terme > Gioia Tauro | 182,4 | Fabiano Fontanelli   | Stefano Colagè       |
| Totale | Totale   | Totale                      | 546,4 |                      |                      |

## Dettagli delle tappe

### 1ª tappa
- 26 marzo: Rosarno > Rende – 167 km

Risultati
| Pos. | Corridore            | Squadra       | Tempo    |
| ---- | -------------------- | ------------- | -------- |
| 1    | Francesco Casagrande | Mercatone Uno | 4h43'10" |
| 2    | Stefano Colagè       | ZG Mobili     | s.t.     |
| 3    | Davide Cassani       | MG Boys M.    | a 1"     |

| Pos. | Corridore            | Squadra       | Tempo |
| ---- | -------------------- | ------------- | ----- |
| 1    | Francesco Casagrande | Mercatone Uno | ?     |

### 2ª tappa
- 27 marzo: Rende > Lamezia Terme – 197 km

Risultati
| Pos. | Corridore          | Squadra      | Tempo    |
| ---- | ------------------ | ------------ | -------- |
| 1    | Fabiano Fontanelli | ZG Mobili    | 5h02'05" |
| 2    | Maurizio Molinari  | Amore & Vita | s.t.     |
| 3    | Sergei Utchakov    | Team Polti   | s.t.     |

### 3ª tappa
- 28 marzo: Lamezia Terme > Gioia Tauro – 182,4 km

Risultati
| Pos. | Corridore            | Squadra       | Tempo    |
| ---- | -------------------- | ------------- | -------- |
| 1    | Fabiano Fontanelli   | ZG Mobili     | 4h57'40" |
| 2    | Stefano Colagè       | ZG Mobili     | s.t.     |
| 3    | Francesco Casagrande | Mercatone Uno | s.t.     |

## Classifiche finali

### Classifica generale
| Pos. | Corridore            | Squadra                      | Tempo     |
| ---- | -------------------- | ---------------------------- | --------- |
| 1    | Stefano Colagè       | ZG Mobili-Selle Italia       | 14h43'11" |
| 2    | Francesco Casagrande | Mercatone Uno-Saeco          | s.t.      |
| 3    | Davide Cassani       | MG Boys Maglificio-Technogym | a 5"      |
| 4    | Davide Rebellin      | MG Boys Maglificio-Technogym | a 9"      |
| 5    | Michele Coppolillo   | Navigare-Blue Storm          | s.t.      |
| 6    | Heinz Imboden        | Refin-Cantina Tollo          | ?         |
| 7    | Filippo Casagrande   | Brescialat-Fago              | ?         |
| 8    | Mauro Gianetti       | Team Polti                   | ?         |
| 9    | Massimiliano Lelli   | Mercatone Uno-Saeco          | ?         |
| 10   | Antonio Politano     | Mercatone Uno-Saeco          | ?         |